# مسعود محرابي
مسعود محرابي (1954 - 31 أغسطس 2020)، هو كاتب صحفي إيراني ورسام كاريكاتير. درس السينما في كلية الفنون المسرحية بجامعة الفنون .  واجتاز لاحقًا دورة إدارة إنتاج الأفلام في معهد الإدارة الصناعية . بدأ محرابي حياته المهنية كصحفي في عام 1970، حيث كتب مقالات لعدة صحف. من عام 1982 إلى عام 1989 عمل في المكتب الاقتصادي للتلفزيون الوطني الإيراني. 

## الجوائز
- حاصل على درع تقدير من جمعية نقاد وكتاب السينما الإيرانية، 2017.
- حاصل على درع تقدير وجائزة القلم الذهبي من المهرجان الرابع لكتب الأفلام.

## روابط خارجية
- مسعود محرابي / موقع
- مسعود محرابي / weblog
- مجلة الفيلم / الموقع
- موقع فيلم انترناشيونال